# Lega di Alessio

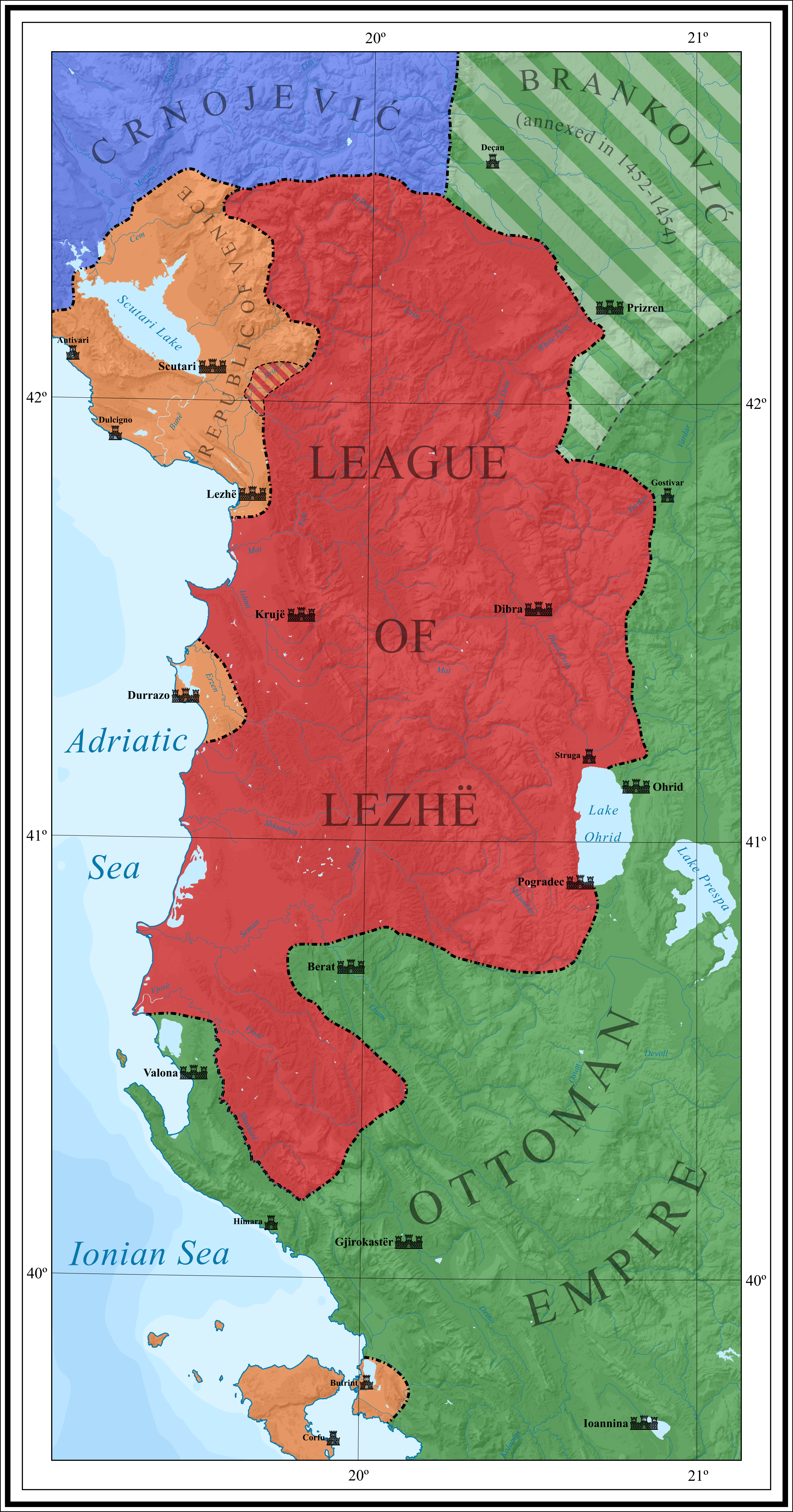
Lega di Alessio sotto Scanderbeg (1444–1479)

La Lega di Alessio (in albanese Beselidhja e Lezhës) è stata un'alleanza difensiva di principi albanesi, formatasi a Lezha (Alessio) il 2 marzo 1444, nell'ambito della ribellione contro l'Impero ottomano. Il 28 novembre 1443 l'Albania proclama la propria bandiera, presente tutt'oggi, e dichiara l'indipendenza dai turchi.
Per 25 anni i turchi non riusciranno a battere gli albanesi, infatti l'Albania è l'unica nazione nei balcani che è riuscita a ribellarsi e dichiarare la propria indipendenza contro i turchi dal 1443 al 1468, anno della morte di Skanderbeg.
Promotore e guida della confederazione fu Giorgio Castriota, detto Scanderbeg, signore di Croia.

## Storia

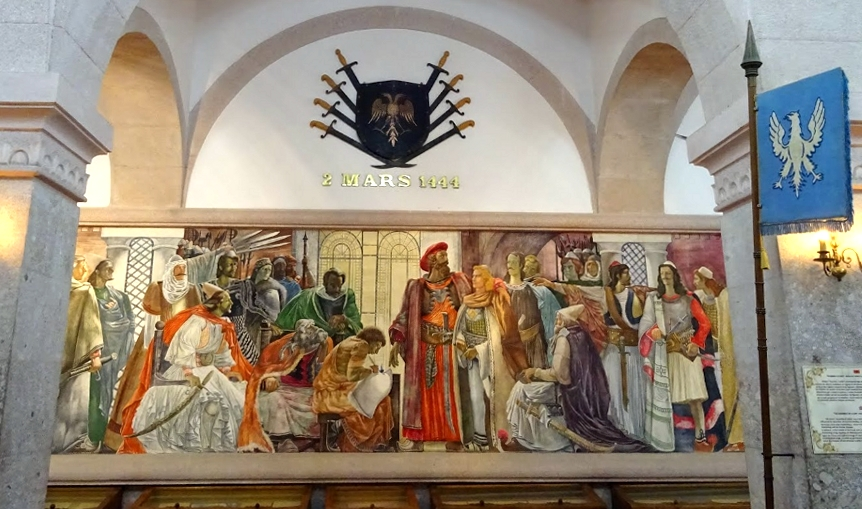
Lega di Alessio in un dipinto del Museo Skanderbeg di Kruja

### La formazione
Scanderbeg organizzò nel marzo 1444, nella città veneziana di Lezha, un incontro tra le più importanti famiglie nobili albanesi: i Castriota, i Muzaka, i Thopia, i Balsha e gli Scura (o Scuro). Scopo dell'assemblea era porre fine alle divergenze tra di loro e fare causa comune contro l'occupazione ottomana. L'incontro ebbe buon esito e Scanderbeg fu eletto comandante della Federazione, sebbene le sue decisioni richiedessero l'approvazione di tutti i membri della Lega.

### La ribellione antiturca

Stemma araldico dei Castriota

La prima impresa del Castriota si ebbe nel 1444, durante la battaglia di Torvioll, nella quale mise in luce tutta la sua arguzia militare, riuscendo ad avere la meglio sull'esercito ottomano. La notizia della vittoria dei cristiani contro i turchi si diffuse rapidamente in Europa, giungendo sino alle orecchie del papa Eugenio IV, che meditò anche di indire una crociata.
Nonostante l'attenzione che nell'occidente cristiano aveva destato la ribellione degli albanesi, nessun aiuto giunse al Castriota. Numerose furono comunque le vittorie riportate dagli albanesi nel corso degli anni successivi. Nel 1450 venne posto senza successo l'assedio al castello di Croia da parte degli ottomani e nel 1451 Scanderbeg strinse un'alleanza con il regno di Napoli, pur non ricevendo alcun aiuto concreto. Ancora nel 1452 i Turchi furono sconfitti a Mokra e Mecadi e dopo la caduta di Costantinopoli, gli albanesi ricevettero i primi aiuti finanziari da Napoli, da Venezia e anche dal papa.
Sebbene ogni tentativo turco, fino al 1462, fosse stato respinto, Scanderbeg si rese conto che non era in grado di rinfoltire i suoi ranghi, anno dopo anno, come invece potevano fare i turchi, anche perché il Sultano continuò sempre ad inviare nuovi eserciti, ogni qualvolta ci fosse stata una sconfitta.
Tregue ci furono comunque solo nel 1460 e nel 1463. Nel 1462 Scanderbeg riuscì nell'impresa di espugnare l'importante città di Ohrid e nel 1466 la Lega respinse un secondo assedio al castello di Croia.

### L'epilogo
A seguito degli insuccessi, gli ottomani si dotarono di un caposaldo per le future invasioni dell'Albania, costruendo nella valle dello Shkumbin la fortezza di Elbasan, sebbene ancora nel 1467 fallissero nel terzo assedio di Croia. Finalmente, quando il Castriota morì nel 1468 la Lega di Lezha cominciò a disgregarsi, nonostante gli albanesi settentrionali, appoggiati dai veneziani, proseguissero la lotta agli Ottomani. La fine della ribellione e la definitiva sottomissione dell'Albania è datata 1479, con la caduta della città veneziana di Scutari.

## Comandanti

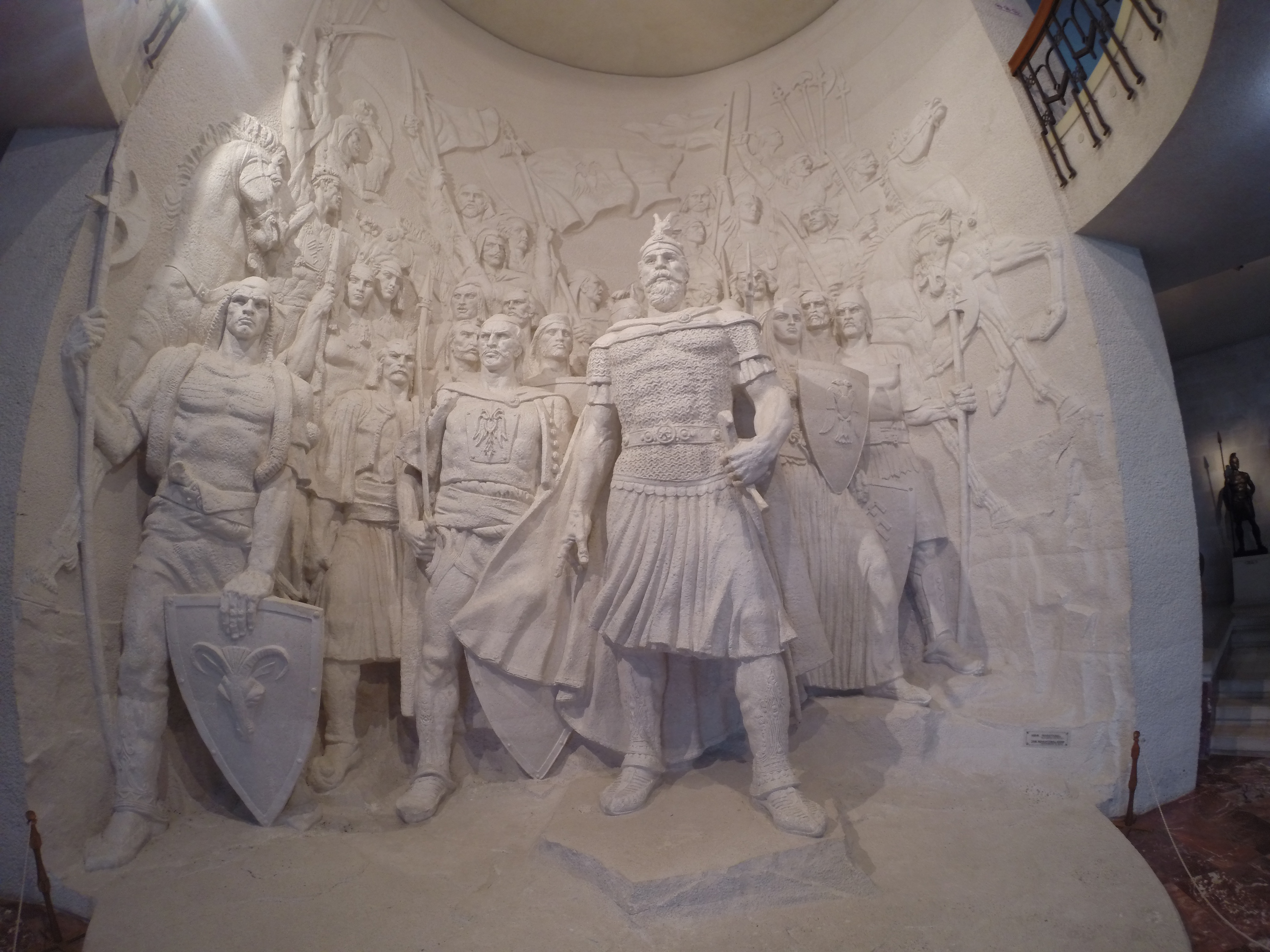
I comandanti della Lega di Alessio nel Museo Skanderbeg a Kruja

- Lekë Zaharia (Signore di Sati e Dagnum) e i suoi due vassalli, i fratelli Pal II e Nikollë Dukagjini
- Pjetër Shpata
- Gjergj Balsha
- Giorgio Arianiti
- Andrea II Thopia
- Teodoro III Musachi
- Stefan Crnojević
- Giorgio Castriota Scanderbeg[6]
- Mamizza Castriota, la sorella di Scanderbeg
- Scura/Scuro
- Vrana Conte